# إدوارد واشبورن
إدوارد واشبورن (بالإنجليزية: Edward Washburn) هو رسام أمريكي، ولد في 1831، وتوفي في 26 مارس 1860.